# 全国高等学校総合体育大会卓球競技大会
全国高等学校総合体育大会卓球競技大会は、日本の高等学校卓球大会の一つ。全国高等学校卓球選手権大会を兼ねる。全国高等学校体育連盟、日本卓球協会、読売新聞社などが主催する。

## 概要
この大会は、全国高等学校選抜卓球大会、全日本卓球選手権大会ジュニアの部、国民体育大会卓球競技と並ぶ高校卓球4大全国大会のひとつで、インターハイ開催地にて毎年持ち回りで開催されている。
まず男女それぞれ団体・個人に分け、個人はシングルス・ダブルスに分かれて競技を行う。
団体戦の出場枠は各都道府県1校に加えて、登録校数の多い7都道府県にそれぞれ1校ずつ、さらに開催地枠1校を加えた55校となっている。

## 歴代優勝校・優勝者
| 開催回 | 開催年 | 男子団体     | 女子団体            | 男子シングルス          | 女子シングルス              | 男子ダブルス                      | 女子ダブルス                              |
| ------ | ------ | ------------ | ------------------- | ----------------------- | --------------------------- | --------------------------------- | ----------------------------------------- |
| 1回    | 1928年 | 青森商業     | 丸亀高女            |                         |                             |                                   |                                           |
| 2回    | 1929年 | 青森商業     | 富山高女            |                         |                             |                                   |                                           |
| 3回    | 1930年 | 青森商業     | 名古屋市立 第二高女 |                         |                             |                                   |                                           |
| 4回    | 1931年 | 青森商業     | 名古屋市立 第二高女 |                         |                             |                                   |                                           |
| 5回    | 1932年 | 青森中学     | 奈良郡山高女        |                         |                             |                                   |                                           |
| 6回    | 1933年 | 青森中学     | 広島山中高女        |                         |                             |                                   |                                           |
| 7回    | 1934年 | 青森中学     | 京都高女            |                         |                             |                                   |                                           |
| 8回    | 1935年 | 青森商業     | 京都高女            |                         |                             |                                   |                                           |
| 9回    | 1936年 | 青森商業     | 京都高女            |                         |                             |                                   |                                           |
| 10回   | 1937年 | 名古屋電気   | 大分四日市高女      |                         |                             |                                   |                                           |
| 11回   | 1938年 | 青森商業     | 奈良郡山高女        |                         |                             |                                   |                                           |
| 12回   | 1939年 | 名古屋電気   | 大分四日市高女      |                         |                             |                                   |                                           |
| 13回   | 1940年 | 青森商業     | 大分四日市高女      |                         |                             |                                   |                                           |
| 14回   | 1941年 | 名古屋電気   | 京都名徳高女        |                         |                             |                                   |                                           |
| 15回   | 1946年 | 弘前         | 久喜高女            |                         |                             |                                   |                                           |
| 16回   | 1947年 | 栃木商工     | 浦和第一高女        |                         |                             |                                   |                                           |
| 17回   | 1948年 | 前橋東       | 浦和                |                         |                             |                                   |                                           |
| 18回   | 1949年 | 篠山         | 岡山                |                         |                             |                                   |                                           |
| 19回   | 1950年 | 名古屋電気   | 華頂高女            | 富田芳雄 （高千穂）     | 田中良子 （柳井）           | 安藤義夫 長島昭也 （不動岡）      | 山本千代子 佐藤富士子 （国府）            |
| 20回   | 1951年 | 名古屋電気   | 富士宮              | 田舛吉二 柳井商工       | 楢原静世 （三原）           | 村上佳昭 松本博 （尼崎工）        | 石原れい子 一井玲子 （華頂）              |
| 21回   | 1952年 | 神戸商業     | 華頂高女            | 中止                    | 中止                        | 中止                              | 中止                                      |
| 22回   | 1953年 | 神戸商業     | 神戸商業            | 中畑康弘 （東奥義塾）   | 楢原静世 （三原）           | 開催せず                          | 開催せず                                  |
| 23回   | 1954年 | 神戸商業     | 神戸商業            | 高橋千秋 （観音）       | 亀井敬子 （神戸商業）       | 坂本昇 沖光俊 （神戸商業）        | 今井ふじ子 立石一枝 （前橋市女）          |
| 24回   | 1955年 | 浜松商工     | 柳井                | 豊巻良夫 （北野）       | 設楽義子 （山形市商）       | 柴田伊佐雄 丹羽卓 （名電工）      | 加藤恭子 時沢幸子 （前橋市立女）          |
| 25回   | 1956年 | 柳井商工     | 静岡誠心            | 長棟賢明 （柳井商工）   | 小川節子 （熊谷女子）       | 山本芳郎 安藤嘉広 （名電工）      | 藤井紀代子 吉永英子 （柳井）              |
| 26回   | 1957年 | 名古屋電気   | 静岡誠心            | 中山春生 （日大二）     | 藤井紀代子 （柳井）         | 吉田敏雄 増田恵雄 （中大杉並）    | 山中教子 中川千恵子 （精華女子）          |
| 27回   | 1958年 | 名古屋電気   | 柳井                | 松原正和 （関西）       | 関正子 （安部学院）         | 長棟賢明 東畝秀雄 （柳井商工）    | 高橋紀代子 仁科宣子 （京浜女商）          |
| 28回   | 1959年 | 東山         | 柳井                | 小中健 （弘前商業）     | 磯村淳 （京浜女商）         | 朝日重吉 神埜達一郎 （名電工）    | 山中教子 中川千恵子 （精華女子）          |
| 29回   | 1960年 | 名古屋電気   | 桜丘                | 市川昇 （名電工）       | 太田雅子 （国府）           | 角田武人 中村博保 （日大一）      | 磯村淳 中田光子 （京浜女商）              |
| 30回   | 1961年 | 東山         | 華頂女子            | 久保田幸一 （名電工）   | 山中道子 （華頂女子）       | 有本昇 久保田幸一 （名電工）      | 山中道子 浜田敦子 （華頂女子）            |
| 31回   | 1962年 | 中大杉並     | 柳井                | 梨本甫 （中大杉並）     | 深津尚子 （桜丘）           | 梨本甫 西条利比古 （中大杉並）    | 森脇光子 藤村美智子 （華頂女子）          |
| 32回   | 1963年 | 青森商業     | 広島女子商業        | 大場隆雄 （青森商業）   | 浜治恵 （跡見学園）         | 川人敏 鈴木義明 （岡崎北）        | 守本和子 青木幸子 （広島女子商）          |
| 33回   | 1964年 | 東山         | 四天王寺            | 河原智 （横浜商業）     | 仲恵子 （京都女子）         | 長谷川信彦 深谷等 （名電工）      | 福谷佐智子 浜田美穂 （土佐女子）          |
| 34回   | 1965年 | 東山         | 四天王寺            | 田阪登紀夫 （東山）     | 福野美恵子 （藤園女子）     | 北村隆 三浦勇治 （高輪）          | 小野恵美子 大村弘子 （四天王寺）          |
| 35回   | 1966年 | 青森商業     | 四天王寺            | 浅田重光 （名電工）     | 平野美恵子 （誠心）         | 桑村修 大場泰男 （大竹）          | 小堀世津子 藤原八千代 （華頂女子）        |
| 36回   | 1967年 | 日大一       | 四天王寺            | 高橋行光 （東山）       | 藤田節子 （青森商業）       | 藤原孝志 岩井正司 （徳島市立）    | 村上静子 浜田美穂 （四天王寺）            |
| 37回   | 1968年 | 名古屋電気   | 京浜女子商業        | 内藤良司 （名電工）     | 阪本礼子 （四天王寺）       | 内藤良司 山本三次 （名電工）      | 阪本礼子 岡田千鶴 （四天王寺）            |
| 38回   | 1969年 | 東山         | 四天王寺            | 佐藤祐治 （青森商業）   | 渡部道子 （四天王寺）       | 村上博己 増田博泰 （東山）        | 渡部道子 岡田千鶴 （四天王寺）            |
| 39回   | 1970年 | 興國         | 四天王寺            | 金沢光信 （興國）       | 高山徳子 （田名部）         | 金沢光信 田村隆 （興國）          | 工藤奉子 小野文子 （青森山田）            |
| 40回   | 1971年 | 名古屋電気   | 済美                | 粂田芳孝 （向陽）       | 猪狩栄子 （京浜女商）       | 迫尻正嗣 川西隆明 （鹿児島南）    | 島本美津子 三宅鈴子 （山陽女子）          |
| 41回   | 1972年 | 興國         | 青森山田            | 久世雅之 （興國）       | 佐藤咲子 （名古屋短女大付） | 桑野雅弘 天野悟 （博多）          | 和田ともえ 小玉恵美子 （北陸）            |
| 42回   | 1973年 | 名古屋電気   | 桐丘                | 阿部博幸 （興國）       | 高橋省子 （真岡女子）       | 阿部博幸 阪井一利 （興國）        | 高橋省子 菅谷佳代 （真岡女子）            |
| 43回   | 1974年 | 熊谷商業     | 真岡女子            | 松井慎二 （熊谷商業）   | 嶋内よし子 （土佐女子）     | 松井慎二 大谷孝一 （熊谷商業）    | 音坂京子 丸ひさ子 （青森商業）            |
| 44回   | 1975年 | 青森山田     | 真岡女子            | 坂本憲一 （相工大付）   | 千葉良子 （青森山田）       | 斎藤政則 前川幸夫 （日大三島）    | 和田理枝 川東朋子 （柳川商業）            |
| 45回   | 1976年 | 相模工大附属 | 柳川商業            | 近藤高弘 （東山）       | 漆尾珠江 （熊本女子）       | 田子光政 金原栄一 （熊谷商業）    | 和田理枝 川東朋子 （柳川商業）            |
| 46回   | 1977年 | 熊谷商業     | 東奥女子            | 永福則人 （熊谷商業）   | 田村友子 （済美）           | 糠塚重造 若沢幸弘 （三本木）      | 尾崎春美 山之内みほ子 （柳川商業）        |
| 47回   | 1978年 | 三本木       | 都城商業            | 糠塚重造 （三本木）     | 上園みゆき （都城商業）     | 山崎信一 兵藤光正 （相工大付）    | 山下さとみ 漆尾珠江 （柳川商業）          |
| 48回   | 1979年 | 熊谷商業     | 青森山田            | 渡辺武弘 （熊谷商業）   | 後藤三津子 （青森商業）     | 渡辺武弘 斎藤清 （熊谷商業）      | 上野緑 坪井千代子 （藤岡）                |
| 49回   | 1980年 | 熊谷商業     | 柳川                | 斎藤清 （熊谷商業）     | 根本しのぶ （東奧女子）     | 斎藤清 遠藤文一 （熊谷商業）      | 荒井玲子 石崎容子 （真岡女子）            |
| 50回   | 1981年 | 東山         | 柳川                | 山本恒安 （東山）       | 福田法子 （真岡女子）       | 萩原卓己 大竹克利 （東山）        | 福田法子 倉田紀代美 （真岡女子）          |
| 51回   | 1982年 | 青森商業     | 柳川                | 大瀬博文 （柳川）       | 星野美香 （前橋東）         | 大瀬博文 戸上義春 （柳川）        | 安永二三代 田中淳子 （柳川商業）          |
| 52回   | 1983年 | 熊谷商業     | 京浜女子商業        | 尾崎栄治 （東山）       | 星野美香 （前橋東）         | 渡辺満 北山友幸 （青森商業）      | 橘川美紀 高橋真由美 （京浜女商）          |
| 53回   | 1984年 | 熊谷商業     | 柳川                | 渋谷浩 （熊谷商業）     | 下長智子 （熊本女子）       | 渋谷浩 佐藤進 （熊谷商業）        | 富永好美 富永克子 （四天王寺）            |
| 54回   | 1985年 | 熊谷商業     | 四天王寺            | 渋谷浩 （熊谷商業）     | 石田清美 （宮津）           | 渋谷浩 山口和男 （熊谷商業）      | 高橋頼子 名和史 （四天王寺）              |
| 55回   | 1986年 | 桜丘         | 京浜女子商業        | 田原直昌 （東山）       | 石田清美 （宮津）           | 江崎敏満 山口慶高 （柳川）        | 内山京子 八嶋悦子 （京浜女商）            |
| 56回   | 1987年 | 熊谷商業     | 四天王寺            | 徳村智彦 （宮崎工業）   | 村松由希子 （甲府商業）     | 大矢剛 平亮太 （熊谷商業）        | 佐藤恵理子 白浜里子 （文大杉並）          |
| 57回   | 1988年 | 熊谷商業     | 白鵬女子            | 平亮太 （埼工大深谷）   | 佐藤利香 （京浜女商）       | 高田学 上月智之 （桜丘）          | 佐藤利香 松本雪乃 （京浜女商）            |
| 58回   | 1989年 | 埼工大深谷   | 白鵬女子            | 森本洋治 （上宮）       | 大野知子 （武蔵野）         | 入山浩治 小畑幸生 （埼工大深谷）  | 佐藤利香 河合雅世 （白鵬女子）            |
| 59回   | 1990年 | 埼工大深谷   | 白鵬女子            | 今枝一郎 （愛工大名電） | 大野知子 （武蔵野）         | 中田幸信 窪久司 （埼工大深谷）    | 河合雅世 吉池優美 （白鵬女子）            |
| 60回   | 1991年 | 愛工大名電   | 白鵬女子            | 今枝一郎 （愛工大名電） | 坂田倫子 （熊本信愛）       | 坂巻雄一 窪久司 （埼工大深谷）    | 平井由規子 福田正美 （白鵬女子）          |
| 61回   | 1992年 | 愛工大名電   | 仙台育英学園        | 岡本倫之 （桜丘）       | 陳媛 （中京商業）           | 田崎俊雄 渡辺敬文 （埼工大深谷）  | 松岡りか 大槻洋子 （四天王寺）            |
| 62回   | 1993年 | 埼工大深谷   | 白鵬女子            | 周晅 （桜丘）           | 朱芳 （香川西）             | 村上裕和 竹谷康一 （埼工大深谷）  | 河村朋枝 塩見亜矢子 （仙台育英学園）      |
| 63回   | 1994年 | 上宮         | 仙台育英学園        | 遊澤亮 （上宮）         | 陳媛 （中京商業）           | 遊澤亮 辻本真也 （上宮）          | 益田詩保 米倉知子 （仙台育英学園）        |
| 64回   | 1995年 | 愛工大名電   | 四天王寺            | 王海軍 （青森山田）     | 馬佳 （明徳義塾）           | 高橋卓斗 若林努 （明徳義塾）      | 武田明子 川越真由 （四天王寺）            |
| 65回   | 1996年 | 東山         | 四天王寺            | 木方慎之介 （実践学園） | 馬佳 （明徳義塾）           | 真田浩二 金氏祐一 （愛工大名電）  | 武田明子 川越真由 （四天王寺）            |
| 66回   | 1997年 | 青森山田     | 四天王寺            | 宋海偉 （青森山田）     | 武田明子 （四天王寺）       | 熊田智之 宮下渉 （東山）          | 武田明子 川越真由 （四天王寺）            |
| 67回   | 1998年 | 青森山田     | 四天王寺            | 宋海偉 （青森山田）     | 小西杏 （四天王寺）         | 宋海偉 田勢邦史 （青森山田）      | 藤井聖子 小野磨奈美                       |
| 68回   | 1999年 | 青森山田     | 四天王寺            | 宋海偉 （青森山田）     | 呂銀銀 （青森山田）         | 宋海偉 田勢邦史 （青森山田）      | 呂銀銀 下大田麻美                         |
| 69回   | 2000年 | 青森山田     | 四天王寺            | 陳晨 （大野）           | 孫博 （仙台育英）           | 坂本竜介 高木和健一 （青森山田）  | 藤沼亜衣 樋浦令子 （四天王寺）            |
| 70回   | 2001年 | 青森山田     | 仙台育英            | 郝強 （仙台育英）       | 孫博 （仙台育英）           | 坂本竜介 高木和健一 （青森山田）  | 樋浦令子 坂本沙織 （四天王寺）            |
| 71回   | 2002年 | 青森山田     | 仙台育英            | 阮震杰 （桜丘）         | 伊藤みどり （四天王寺）     | 郝強 小野竜也 （仙台育英）        | 平野早矢香 渡辺裕子 （仙台育英）          |
| 72回   | 2003年 | 仙台育英     | 武蔵野              | 岸川聖也 （仙台育英）   | 劉一行 （明秀日立）         | 白神俊佑 盾興賀 （関西）          | 森まりな 曹嘉懿 （青森山田）              |
| 73回   | 2004年 | 仙台育英     | 秀光                | 岸川聖也 （仙台育英）   | 高斉 （出雲西）             | 垣原秀和 森田翔樹 （青森山田）    | 花田麻里 石塚美和子 （四天王寺）          |
| 74回   | 2005年 | 青森山田     | 秀光                | 岸川聖也 （仙台育英）   | 曹嘉懿 （青森山田）         | 高木和卓 水谷隼 （青森山田）      | 山梨有理 照井萌美 （秀光）                |
| 75回   | 2006年 | 青森山田     | 秀光                | 高木和卓 （青森山田）   | 宇土弘恵 （就実）           | 高木和卓 水谷隼 （青森山田）      | 福原愛 李明明 （青森山田）                |
| 76回   | 2007年 | 青森山田     | 四天王寺            | 水谷隼 （青森山田）     | 若宮三紗子 （尽誠学園）     | 水谷隼 松平賢二 （青森山田）      | 加藤亜里沙 天野友未 （日南学園）          |
| 77回   | 2008年 | 青森山田     | 四天王寺            | 松平健太 （青森山田）   | 石川佳純 （四天王寺）       | 王子康 山谷仁生 （青森山田）      | 森薗美咲 金恵美 （青森山田）              |
| 78回   | 2009年 | 青森山田     | 青森山田            | 松平健太 （青森山田）   | 石川佳純 （四天王寺）       | 松平健太 上田仁 （青森山田）      | 石川佳純 酒井春香 （四天王寺）            |
| 79回   | 2010年 | 青森山田     | 明徳義塾            | 丹羽孝希 （青森山田）   | 石川佳純 （四天王寺）       | 平野友樹 吉村真晴 （野田学園）    | 森薗美咲 秦詩■（王へんに其） （青森山田） |
| 80回   | 2011年 | 青森山田     | 四天王寺            | 丹羽孝希 （青森山田）   | 鈴木李茄 （青森山田）       | 吉村真晴 有延大夢 （野田学園）    | 松本優希 松平志穂 （四天王寺）            |
| 81回   | 2012年 | 青森山田     | 青森山田            | 吉田雅己 （青森山田）   | 前田美優 （希望が丘）       | 森薗政崇 竹岡純樹 （青森山田）    | 鈴木李茄 宋恵佳 （青森山田）              |
| 82回   | 2013年 | 希望が丘     | 四天王寺            | 森薗政崇 （青森山田）   | 阿部愛莉 （四天王寺）       | 田添健汰 上村慶哉 （希望ヶ丘）    | 宋恵佳 山本怜 （青森山田）                |
| 83回   | 2014年 | 青森山田     | 四天王寺            | 坪井勇磨 （青森山田）   | 前田美優 （希望が丘）       | 坪井勇磨 三部航平 （青森山田）    | 前田美優 趙甜甜 （希望が丘高）            |
| 84回   | 2015年 | 青森山田     | 四天王寺            | 三部航平 （青森山田）   | 田口瑛美子 （正智深谷）     | 松山祐季 木造勇人 （愛工大名電）  | 平真由香 田口瑛美子 （正智深谷）          |
| 85回   | 2016年 | 愛工大名電   | 四天王寺            | 木造勇人 （愛工大名電） | 早田ひな （希望が丘）       | 高見真己 田中佑汰 （愛工大名電）  | 橋本帆乃香 塩見紗希 （四天王寺）          |
| 86回   | 2017年 | 愛工大名電   | 四天王寺            | 木造勇人 （愛工大名電） | 梅村優香 （四天王寺）       | 木造勇人 髙見真己 （愛工大名電）  | 井絢乃 三村優果 （明徳義塾）              |
| 87回   | 2018年 | 愛工大名電   | 四天王寺            | 戸上隼輔 （野田学園）   | 野村萌 （愛み大瑞穂）       | 田中佑汰 加山裕 （愛工大名電）    | 出雲美空 相馬夢乃 （遊学館）              |
| 88回   | 2019年 | 愛工大名電   | 四天王寺            | 戸上隼輔 （野田学園）   | 出雲美空 （遊学館）         | 戸上隼輔 宮川昌大 （野田学園）    | 大川真実 本井明梨 （四天王寺）            |
| 89回   | 2020年 | 大会中止     | 大会中止            | 大会中止                | 大会中止                    | 大会中止                          | 大会中止                                  |
| 90回   | 2021年 | 愛工大名電   | 四天王寺            | 谷垣佑真 （愛工大名電） | 横井咲桜 （四天王寺）       | 篠塚大登・谷垣佑真 （愛工大名電） | 大藤沙月・横井咲桜 （四天王寺）           |
| 91回   | 2022年 | 愛工大名電   | 四天王寺            | 鈴木颯 （愛工大名電）   | 赤江夏星 （香ケ丘リベルテ） | 鈴木颯・萩原啓至 （愛工大名電）   | 大藤沙月・横井咲桜 （四天王寺）           |
| 92回   | 2023年 | 愛工大名電   | 四天王寺            | 三木隼 （野田学園）     | 青木咲智 （四天王寺）       | 中村煌和・萩原啓至 （愛工大名電） | 今枝愛美・遊佐美月 （愛み大瑞穂）         |
| 93回   | 2024年 | 愛工大名電   | 香ケ丘リベルテ      | 小野泰和 （出雲北陵）   | 竹谷美涼 （香ケ丘リベルテ） | 坂井雄飛・面田知己 （愛工大名電） | 伊藤詩菜・青木咲智 （四天王寺）           |
| 94回   | 2025年 | 野田学園     | 星槎横浜            | 川上流星 （星槎横浜）   | 面手凛 （山陽学園）         | 川上流星・伊藤佑太 （星槎横浜）   | 牧野美玲・桜井花 （星槎横浜）             |

## 関連書籍
- 『夢に向かいて インターハイとともに歩んだ卓球指導人生40年』（近藤欽次,  2004年）ISBN 9784901638081